# ヒルスケ
ヒルスケ (ウクライナ語: Гірське, ロシア語: Горское) は、ウクライナ東部ルハンシク州のセヴェロドネツィク地区の市である。2021年の推計人口は9,274人。
2014年4月中旬を始まりとして、親露分離派がヒルスケを含むドネツィク州のいくつかの街を占領した。2014年8月13日、ウクライナ軍がヒルスケを親露分離派から奪還したと報じられた。しかし2014年9月1日、またもや再占領された。
2014年10月7日、ルハンシク州の運営を円滑に進めるため、ウクライナ最高議会は行政区画のいくつかを変更し、政府管理下地域の集落は地区にまとめられた。特にヒルスケとゾロテ、都市型集落のニジネとトシュキウカはペルボマイシクからポパスナ地区へ編入された。

## 言語構成
2001年国勢調査時点での各母語話者の割合。
- ウクライナ語  53.2%
- ロシア語  41.6%
- ベラルーシ語  0.5%
- モルドバ語  0.1%